# Лучієнь (комуна)
Лучієнь, Лучієні (рум. Lucieni) — комуна у повіті Димбовіца в Румунії. До складу комуни входять такі села (дані про населення за 2002 рік):
- Лучієнь (2571 особа)
- Олтень (524 особи)

Комуна розташована на відстані 69 км на північний захід від Бухареста, 8 км на південь від Тирговіште, 141 км на північний схід від Крайови, 90 км на південь від Брашова.

## Населення
За даними перепису населення 2002 року у комуні проживали 6392 особи.
Національний склад населення комуни:
| Національність | Кількість осіб | Відсоток |
| -------------- | -------------- | -------- |
| румуни         | 6350           | 99,3%    |
| цигани         | 38             | 0,6%     |
| угорці         | 1              | < 0,1%   |
| серби          | 1              | < 0,1%   |

Рідною мовою назвали:
| Мова      | Кількість осіб | Відсоток |
| --------- | -------------- | -------- |
| румунська | 6376           | 99,7%    |
| циганська | 13             | 0,2%     |
| сербська  | 1              | < 0,1%   |

Склад населення комуни за віросповіданням:
| Релігія       | Кількість осіб | Відсоток |
| ------------- | -------------- | -------- |
| православні   | 6134           | 96,0%    |
| адвентисти    | 250            | 3,9%     |
| римо-католики | 3              | < 0,1%   |
| бретрени      | 2              | < 0,1%   |
| лютерани      | 2              | < 0,1%   |